# Liste der Baudenkmäler in Lüdinghausen
Die Liste der Baudenkmäler in Lüdinghausen enthält die denkmalgeschützten Bauwerke auf dem Gebiet der Stadt Lüdinghausen im Kreis Coesfeld in Nordrhein-Westfalen (Stand: Januar 2020). Diese Baudenkmäler sind in der Denkmalliste der Stadt Lüdinghausen eingetragen; Grundlage für die Aufnahme ist das Denkmalschutzgesetz Nordrhein-Westfalen (DSchG NRW).

## Baudenkmäler
In der Stadt Lüdinghausen gibt es insgesamt 70 Baudenkmäler.
Die Liste umfasst, falls vorhanden, eine Fotografie des Denkmals, falls vorhanden den Namen, sonst kursiv den Gebäudetyp, die Ortschaft, in dem das Denkmal liegt, falls vorhanden die Adresse, eine kurze Beschreibung, das Datum der Eintragung in die Denkmalliste, die Bauzeit und die Listennummer der unteren Denkmalbehörde. Der Name entspricht dabei der Bezeichnung durch die Stadt Lüdinghausen. Abkürzungen wurden zum besseren Verständnis aufgelöst, die Typografie an die in der Wikipedia übliche angepasst und Tippfehler korrigiert.
| Bild                                                              | Bezeichnung                                                       | Lage                                                                                  | Beschreibung | Bauzeit   | Eingetragen seit      | Denkmal- nummer |
| ----------------------------------------------------------------- | ----------------------------------------------------------------- | ------------------------------------------------------------------------------------- | --- | --------- | --------------------- | --------------- |
| weitere Bilder                                                    | St.-Dionysius-Kirche                                              | Seppenrade Kirchplatz 1 Karte                                                         | mit Taufstein, Triumphkreuz und sieben Heiligenfiguren |           | 17.10.1984            | A/001           |
| weitere Bilder                                                    | St.-Felizitas-Kirche                                              | Lüdinghausen Mühlenstraße 7 Karte                                                     | einschließlich ihrer historischen Ausstattung |           | 29.10.1984 12.07.2002 | A/002           |
| Wohnhaus der Brennerei Böcker auf dem Forstmannshof               | Wohnhaus der Brennerei Böcker auf dem Forstmannshof               | Westrup 10 Karte                                                                      | vor 1927 von Heinrich Rüschenschmidt und Heinrich Schräder (Münster) |           | 31.10.1984            | A/003           |
| Schloss Westerholt                                                | Schloss Westerholt                                                | Freiheit Wolfsberg 2 Karte                                                            | |           | 08.11.1984            | A/004           |
| 14 Kreuzwegstationen                                              | 14 Kreuzwegstationen                                              | Seppenrade Dattelner Straße Ächterste Bockhorst Auf den Äckern Halterner Straße Karte | |           | 27.11.1984            | A/005           |
| Leversumer Kapelle                                                | Leversumer Kapelle                                                | Leversum 5 Karte                                                                      | |           | 25.01.1985            | A/006           |
| ehemaliges landwirtschaftliches Anwesen                           | ehemaliges landwirtschaftliches Anwesen                           | Ondrup 8 Karte                                                                        | |           | 25.01.1985            | A/007           |
| Hoffmanns Mühle (Turmholländer)                                   | Hoffmanns Mühle (Turmholländer)                                   | Stadtfeldstraße 66 Karte                                                              | |           | 03.07.1986            | A/008           |
| städtisches Verwaltungsgebäude                                    | städtisches Verwaltungsgebäude                                    | Borg 2 Karte                                                                          | |           | 01.08.1986            | A/009           |
| Wohnhaus                                                          | Wohnhaus                                                          | Münsterstraße 51 Karte                                                                | |           | 02.10.1986            | A/010           |
| Wohnhaus mit Wirtschaftsteil                                      | Wohnhaus mit Wirtschaftsteil                                      | Kirchstraße 22 Karte                                                                  | |           | 03.10.1986            | A/011           |
| weitere Bilder                                                    | Burg Vischering                                                   | Berenbrock 1 Karte                                                                    | |           | 08.10.1986            | A/012           |
| weitere Bilder                                                    | Borgmühle                                                         | Borg 1 Karte                                                                          | |           | 24.02.1987            | A/013           |
| Wohnteil des Haupthauses und Fachwerkstall                        | Wohnteil des Haupthauses und Fachwerkstall                        | Aldenhövel 63 Karte                                                                   | |           | 04.03.1987            | A/014           |
| Wohnhaus mit Vorgartenmauer                                       | Wohnhaus mit Vorgartenmauer                                       | Amthaus 5 Karte                                                                       | |           | 16.03.1987            | A/015           |
| ehemaliges städtisches Gebäude (Volkshochschule) mit Gartenlaube  | ehemaliges städtisches Gebäude (Volkshochschule) mit Gartenlaube  | Mühlenstraße 1 Karte                                                                  | |           | 20.03.1987            | A/016           |
| Feldscheune                                                       | Feldscheune                                                       | Westrup 10a Karte                                                                     | | 1814      | 03.04.1987            | A/017           |
| weitere Bilder                                                    | Burg Kakesbeck                                                    | Bechtrup 63 Karte                                                                     | |           | 11.05.1987            | A/018           |
| evangelische Kirche                                               | evangelische Kirche                                               | Klosterstraße 3 Karte                                                                 | |           | 26.05.1987            | A/019           |
| Mariensäule                                                       | Mariensäule                                                       | Mühlenstraße 7 Karte                                                                  | |           | 10.07.1987            | A/020           |
| weitere Bilder                                                    | Gesamtanlage der Burg Lüdinghausen                                | Amthaus Karte                                                                         | |           | 01.12.1987            | A/021           |
|                                                                   |                                                                   | Bahnhofstraße 1 Karte                                                                 | Teile der Fabrikanlage, Fassade zur Bahnhofstraße und östlich anschließender Wohnturm |           | 18.02.1988            | A/022           |
| Vierständer-Fachwerkhaus                                          | Vierständer-Fachwerkhaus                                          | Bechtrup 63 Karte                                                                     | |           | 18.07.1988            | A/023           |
| Wegekapelle                                                       | Wegekapelle                                                       | Nähe Berenbrock 33 Karte                                                              | |           | 05.10.1988            | A/024           |
| Haupthaus (ehemaliges Wohnhaus mit Stallteil) und Spieker         | Haupthaus (ehemaliges Wohnhaus mit Stallteil) und Spieker         | Westrup 45 Karte                                                                      | |           | 05.10.1988            | A/025           |
| ehemaliges Stall- und Speichergebäude                             | ehemaliges Stall- und Speichergebäude                             | Tetekum 23 Karte                                                                      | |           | 05.10.1988            | A/026           |
| weitere Bilder                                                    | geschlossener jüdischer Friedhof                                  | Steverstraße Karte                                                                    | |           | 05.10.1988            | A/027           |
| ehemalige Bauerschaftsschule mit Linde                            | ehemalige Bauerschaftsschule mit Linde                            | Emkum 11 Karte                                                                        | |           | 10.10.1988            | A/028           |
| Reckelsumer Kapelle                                               | Reckelsumer Kapelle                                               | Reckelsum Karte                                                                       | |           | 10.11.1988            | A/029           |
| Kapelle im Kirchenkamps Busch                                     | Kapelle im Kirchenkamps Busch                                     | Dorfbauerschaft 51 Karte                                                              | |           | 10.11.1988            | A/030           |
| Wohn- und Gaststättengebäude                                      | Wohn- und Gaststättengebäude                                      | Wolfsberger Straße 8 Karte                                                            | |           | 20.02.1989            | A/031           |
| Fachwerk-Mäusespeicher                                            | Fachwerk-Mäusespeicher                                            | Tetekum 49 Karte                                                                      | |           | 03.04.1989            | A/032           |
| Schornstein des ehemaligen Sägewerkes                             | Schornstein des ehemaligen Sägewerkes                             | Seppenrader Straße 30 Karte                                                           | |           | 12.09.1989            | A/033           |
| Franziskanerinnen-Kloster St. Antonius und St.-Antonius-Gymnasium | Franziskanerinnen-Kloster St. Antonius und St.-Antonius-Gymnasium | Klosterstraße 22 Karte                                                                | Kloster 1895; Gymnasium 1904–1905 |           | 10.10.1989            | A/034           |
| historische Vermessungsmarke                                      | historische Vermessungsmarke                                      | Mühlenstraße 7 Karte                                                                  | |           | 16.10.1989            | A/035           |
| Brennereigebäude                                                  | Brennereigebäude                                                  | Westrup 10 Karte                                                                      | | 1848      | 20.11.1989            | A/036           |
| Altenbegegnungsstätte                                             | Altenbegegnungsstätte                                             | Wolfsberger Straße 9 Karte                                                            | |           | 07.12.1989            | A/037           |
| BW                                                                | Fachwerkspeicher                                                  | Leversum 24 Karte                                                                     | |           | 13.06.1990            | A/038           |
| Fachwerkspeicher                                                  | Fachwerkspeicher                                                  | Aldenhövel 38 Karte                                                                   | |           | 13.06.1990            | A/039           |
| Verwaltungsgebäude                                                | Verwaltungsgebäude                                                | Steverstraße 34 Karte                                                                 | |           | 13.06.1990            | A/040           |
| Wohnhaus                                                          | Wohnhaus                                                          | Bahnhofstraße 5 Karte                                                                 | Fachwerk-Wirtschaftsgebäude und Gartenanlage |           | 13.06.1990            | A/041           |
| Kreuzigungsgruppe                                                 | Kreuzigungsgruppe                                                 | Auf der Geest Karte                                                                   | |           | 13.06.1990            | A/042           |
| Struckskuh-Denkmal                                                | Struckskuh-Denkmal                                                | Wolfsberger Straße Karte                                                              | |           | 13.05.1991            | A/043           |
| Wohn- und Geschäftshaus                                           | Wohn- und Geschäftshaus                                           | Kirchplatz 6, 6a Karte                                                                | |           | 28.11.1991            | A/044           |
| Kriegerehrenmal                                                   | Kriegerehrenmal                                                   | Seppenrade Hauptstraße / Alter Berg Karte                                             | | 1923      | 07.07.1992            | A/045           |
| Wohn- und Geschäftshaus                                           | Wohn- und Geschäftshaus                                           | Münsterstraße 19 Karte                                                                | |           | 28.12.1993            | A/046           |
| Verwaltungsgebäude                                                | Verwaltungsgebäude                                                | Steverstraße 15 Karte                                                                 | |           | 28.12.1993            | A/047           |
| BW                                                                | Gesindehaus                                                       | Westrup 11 Karte                                                                      | Haus steht nicht mehr, aus Denkmalliste 2020 gestrichen |           | 09.06.1995            | A/048           |
| Bauerschaftsschule                                                | Bauerschaftsschule                                                | Berenbrock 38 Karte                                                                   | |           | 08.04.1997            | A/049           |
| Bauerschaftsschule                                                | Bauerschaftsschule                                                | Emkum 12 Karte                                                                        | |           | 08.04.1997            | A/050           |
| Bauerschaftsschule                                                | Bauerschaftsschule                                                | Westrup 33 Karte                                                                      | |           | 08.04.1997            | A/051           |
| Bauernhaus (Haupthaus)                                            | Bauernhaus (Haupthaus)                                            | Westrup 56 Karte                                                                      | |           | 02.01.1998            | A/052           |
| Bildstock                                                         | Bildstock                                                         | Dülmener Straße/Leversumer Straße Karte                                               | | 1707      | 16.12.1998            | A/053           |
| weitere Bilder                                                    | Lüdinghauser Eisenbahnbrücke                                      | (Nähe Berenbrock und Ondrup, Kanal-km 36,281) Karte                                   | eingleisige Eisenbahnbrücke über die Neue Fahrt des Dortmund-Ems-Kanals; wegen des schrägen Kreuzungswinkels 105 m Spannweite; erbaut in der seltenen Konstruktionsform einer Dreigurtbrücke Aus Denkmalliste 2020 gestrichen | 1937/1939 | 28.06.1999            | A/054           |
| Wohnhaus                                                          | Wohnhaus                                                          | Hinterm Hagen 16 Karte                                                                | Reformarchitektur | 1911      | 30.12.1999            | A/055           |
| Speicher                                                          | Speicher                                                          | Bechtrup 26 Karte                                                                     | |           | 30.12.1999            | A/056           |
| Gaststättengebäude                                                | Gaststättengebäude                                                | Mühlenstraße 25 Karte                                                                 | |           | 23.02.2000            | A/057           |
| Wohnhaus                                                          | Wohnhaus                                                          | Bahnhofstraße 3 Karte                                                                 | |           | 08.02.2001            | A/058           |
| Fachwerkspeicher                                                  | Fachwerkspeicher                                                  | Brochtrup 14 Karte                                                                    | |           | 04.04.2001            | A/059           |
| Hofstelle                                                         | Hofstelle                                                         | Tetekum 14 Karte                                                                      | |           | 05.08.2003            | A/060           |
| Wohnhaus                                                          | Wohnhaus                                                          | Dattelner Straße 23 Karte                                                             | |           | 05.08.2003            | A/061           |
| Haupthaus und Speicher                                            | Haupthaus und Speicher                                            | Tetekum 39 Karte                                                                      | |           | 07.02.2005            | A/062           |
| Haupthaus                                                         | Haupthaus                                                         | Münsterstraße 50 Karte                                                                | entstanden als umfassender Umbau eines älteren kleineren Wohnhauses | um 1925   | 29.09.2005            | A/063           |
| Bauernhof                                                         | Bauernhof                                                         | Ondrup 92 Karte                                                                       | |           | 31.05.2006            | A/064           |
| weitere Bilder                                                    | Haupthaus und Mäusescheune                                        | Bechtrup 28 Karte                                                                     | |           | 31.05.2006            | A/065           |
| Gebäude (ehemaliges Internat)                                     | Gebäude (ehemaliges Internat)                                     | Münsterstraße 32 Karte                                                                | |           | 13.04.2017            | A/066           |
| Trauerhalle auf dem kommunalen Friedhof                           | Trauerhalle auf dem kommunalen Friedhof                           | Auf der Geest 8 Karte                                                                 | nach Entwurf der Münsteraner Architekten Krafft und Sievert | 1964–1965 | 07.07.2017            | A/067           |
| Wohn- und Wirtschaftsgebäude                                      | Wohn- und Wirtschaftsgebäude                                      | Hermannstraße 7 Karte                                                                 | |           | 9. Mai 2018           | A/068           |
| Wirtschaftsgebäude (rückseitig der Markt-Apotheke)                | Wirtschaftsgebäude (rückseitig der Markt-Apotheke)                | Markt 13 Karte                                                                        | |           | 07.04.2017            | A/069           |
| Wohnhaus                                                          | Wohnhaus                                                          | Gartenstr. 6 Karte                                                                    | |           | 03.01.2017            | A/070           |
| Ehemalige evangelische Kapelle am Flugplatz                       | Ehemalige evangelische Kapelle am Flugplatz                       | Leversum 83 Karte                                                                     | |           | 06.06.2019            | A/071           |
| Trafo-Turm Hinterm Hagen                                          | Trafo-Turm Hinterm Hagen                                          | Hinterm Hagen / An der K14 Karte                                                      | |           | 11.10.2019            | A/072           |